# Ribadulla (Santiso)
Ribadulla o San Vicente de Ribadulla (llamada oficialmente San Vicenzo de Ribadulla) es una parroquia española del municipio de Santiso, en la provincia de La Coruña, Galicia.

## Entidades de población
Entidades de población que forman parte de la parroquia:
- Albín
- Amboaxe
- As Seixas
- Busel. Dividido a su vez en:
  - Busel de Abaixo
  - Busel de Arriba
- Gosenxe
- Moreda
- O Agriño

## Demografía
| Gráfica de evolución demográfica de Ribadulla entre 2000 y 2019 |
|                                                                 |
| Datos según el nomenclátor publicado por el INE.                |